# 常盤井宮直明王
常盤井宮 直明王（ときわいのみや なおあきらおう、生没年不詳）は、室町時代の皇族。亀山天皇玄孫で、満仁親王の王子。常盤井宮家4代当主。

## 経歴
応永33年（1426年）10月父親王の薨去によって常盤井宮家の遺跡を相続したが、時の室町殿足利義持が親王の存在に無関心であったらしく、王は親王宣下を受けられなかった。ところが、永享3年（1431年）11月将軍足利義教の新邸造営に伴い、北小路にあった邸宅が遁世者の宿舎に充てられたため、王は小川殿小御所に移住することになる。これが機縁となったのだろう、王は同年歳暮の参賀で初めて室町殿へ参じ、さらに同4年（1432年）2月には3歳の子息を義教の猶子とし、伏見宮貞成親王はこれについて日記に「常盤井開運基歟」と記している。この子は翌年（1433年）3月夭折するものの、これで宮家と将軍の関係が切れた訳ではなかった。
一方、王はかつて宮家の所領であった越前足羽荘（福井市）の返付を将軍義教に求めた。室町幕府では一条家の文書によってその知行を正当と認めたため、王の要求は叶わなかったが、光範門院（後小松天皇後宮）を「不快」としていた義教は、その御領である昆布干鮭公事を没し、永享6年（1434年）3月これを王に進上した。なおそれでも所領に関し異存を申し立てた王はやがて義教の不興を買うところとなり、同8年（1436年）5月遂に義教は王の所領を削り、その公事を伏見宮貞成親王に進上している。幕譴を受けた王はしばらく屏居の憂き目に遭ったが、同10年（1438年）12月永享の乱鎮定後の大赦に伴って処分を解かれた。その後、後花園天皇の実家伏見宮を厚遇する義教とは疎遠になったようで、嘉吉の乱を控えた嘉吉元年（1441年）には「此宮近日窮困無比類、断食無人過法云々」と噂される有様であり、結局親王宣下を受けられぬまま文安4年（1447年）以前に出家した。一説には、親王宣下を受けて直仁親王と称し、弾正尹に任じられたとするが、これは疑問である。
没年と年齢に関しては確証がない。歌人としては、永享6年（1434年）の『永享百首』に詠進し、勅撰集『新続古今和歌集』には2首が入集している。

## 系譜
- 父：満仁親王（1354-1426）
- 兄弟姉妹：尊興、興胤、恒邦王、女子

- 生母不詳
  - 男子：某（1430-1433） - 足利義教猶子
  - 男子：恒弘法親王（恒興王、1431-1509） - 勧修寺門跡
  - 男子：全明親王（1439-1522） - 常盤井宮家5代当主、後崇光院猶子

- - 猶子：某[7]（1435頃-？） - 実は恒邦王王子